# دستور الجمهورية المصرية (1956)
دستور الجمهورية المصرية 1956 أو دستور مصر 1956 هو أول دستور يصدر بعد ثورة 23 يوليو 1952 وأعلنت نتيجة الاستفتاء عليه في 25 يونيو 1956.